# Koun Nzoro
Koun Nzoro ist ein Berg der Zentralafrikanischen Republik. Er liegt im nördlichen Teil des Yadé-Massivs.

## Geographie
Der Berg erhebt sich nördlich des Ortes Nzoro und östlich von Ngaoundaye auf eine Höhe von 1201 m. Sein Nordhang fällt zur Grenze des Tschad ab. Administrativ liegt er in der Präfektur Lim-Pendé. An seinem Nordhang entspringt ein Zufluss zum Nana Barya.